# Dumbs
Dumbs – warszawski zespół punkrockowy, który powstał w roku 1995. W początkowym okresie zespół grał wyłącznie covery amerykańskiej grupy Ramones, aby w dalszym okresie działalności przygotować własny materiał. The Dumbs zakończyli działalność 25 stycznia 2013 r.

## Aktualny skład
- Kuba Janczewski
- Paweł Oleksiak
- Tomasz Szuchnik

## Dyskografia
- D.U.M.B. Everyone's Accusing Me! - 2003/2005 (Demo)
- Worst Nightmares - 2007 (Jimmy Jazz Records)
- Rocket from Poland - 2008 (Pasażer)
- Glue Sniffers - 2012 (Dumbs/Pasażer)